# Седма јесења изложба (1934)
Седма јесења изложба сликарских и вајарских радова београдских уметника и примењене уметности, одржала се у новембру и децембру 1934. године у Уметничком павиљону „Цвијета Зузорић” у Београду.

## Оцењивачки одбор
- Михајло Петров
- Иван Радовић
- Васа Поморишац
- Ристо Стијовић

## Излагачи

### Сликарство
1. Даница Антић
2. Аделина Бакотић
3. Бора Барух
4. Сташа Беложански
5. Милица Бешевић
6. Никола Бешевић
7. Милан Бутозак
8. Босиљка Валић Јованчић
9. Живојин Влајнић
10. Михајло Вукотић
11. Милош Вушковић
12. Недељко Гвозденовић
13. Драгомир Глишић
14. Милош Голубовић
15. Никола Граовац
16. Миомир Денић
17. Милан Злоковић
18. Јован Зоњић
19. Милка Живановић
20. Деса Јовановић
21. Иво Куртовић
22. Јулија Лазаревић
23. Милица Лозанић
24. Радмила Милојковић
25. Предраг Милосављевић
26. Карло Направник
27. Владимир Николић
28. Лепосава Павловић
29. Михајло Петров
30. Зора Петровић
31. Миодраг Петровић
32. Васа Поморишац
33. Ђорђе Поповић
34. Ђуро Радонић
35. Фрањо Радочај
36. Здравко Секулић
37. Боривоје Стевановић
38. Божидар Стојадиновић
39. Живко Стојисављевић
40. Ђурђе Теодоровић
41. Станислава Турк
42. Коста Хакман
43. Сабахадин Хоџић
44. Антон Хутер
45. Милан Четић
46. Вера Чохаџић
47. Јосип Цар
48. Иво Шеремет

### Вајарство
1. Ђовани Бертото
2. Илија Коларовић
3. Живорад Михаиловић
4. Јосиф Нешић
5. Драгослава Поповић Вијоровић
6. Светимир Почек
7. Сретен Стојановић
8. Марин Студин

### Примењена уметност
1. Јелка Бингулац
2. Мила Богдановић
3. Лидија Вуличевић
4. Никола Љубинковић
5. Ружица Ракић
6. Мира Сакс